# الحزب الاشتراكي الشعبي في الجبل الأسود
الحزب الاشتراكي الشعبي في الجبل الأسود (بالإنجليزية: Socialist People's Party of Montenegro)‏ هو حزب سياسي مونتينيغري، أسس في 1997، يقع مقره في بودغوريتسا، وقد تم تأسيسه بواسطة مومير بولاتوفيتش.

## أعضاء بارزون
- كود سباركل
- تحديث القائمة

- مومير بولاتوفيتش (1997 - 2001)
- Aleksa Bečić (2010 - 2015)
- Dragiša Pešić
- Pavle Bulatović
- Srđan Milić
- Milan Knežević
- Vladimir Joković